# Эволюционная радиация
Эволюцио́нная радиа́ция — сравнительно быстрое (в геологическом понятии) и массовое возрастание таксономического разнообразия или морфологических отличий видов вследствие адаптивных изменений или открывшегося ранее недоступного экопространства. Радиации могут касаться как одной клады, так и многих, а также быть быстрыми или постепенными. Быстрые радиации, вызванные адаптацией потомков одной группы организмов к изменившейся среде, называются адаптивными. Примером такой адаптации являются карибские ящерицы семейства анолисовых.

## Примеры эволюционной радиации
Возможно, наиболее известным примером эволюционной радиации является увеличение разнообразия плацентарных млекопитающих сразу после вымирания динозавров в конце мелового периода (около 66 миллионов лет назад). В те времена такие млекопитающие были преимущественно мелкими, насекомоядными животными, по размеру и форме похожие на современных землероек. К концу эоцена (58—37 миллионов лет назад) они эволюционировали в такие разнообразные формы, как летучие мыши, киты или лошади.
Другими примерами являются кембрийский взрыв, авалонский взрыв, большая ордовикская биодиверсификация, мезозойско-кайнозойская радиация, радиации наземных растений после колонизации ими суши, меловая радиация покрытосеменных, и диверсификация насекомых, радиация, беспрерывно продолжающаяся с девонского периода (400 миллионов лет назад).

## Типы радиаций
Радиации могут быть как диссонирующими, когда разнообразие видов и изменение формы организмов происходят почти независимо друг от друга, так и согласующимися, когда и то, и другое идёт с одинаковой скоростью.

## Эволюционные радиации вымерших организмов
При изучении эволюционной радиации палеонтологи чаще всего используют фоссилии морских беспозвоночных, которых сохранилось намного больше, чем останков больших наземных позвоночных вроде млекопитающих или динозавров. Так плеченогие подверглись нескольким серьёзным вспышкам эволюционной радиации в раннем кембрии, раннем ордовике, в меньше степени в течение силура и девона, а затем снова во время карбона. В эти периоды виды плеченогих несколько раз принимали похожую морфологию, и, предположительно, схожий образ жизни с видами, которые жили миллионы лет до них.  Этот феномен, известный как гомеоморфия, объяснён теорией конвергентной эволюции — попадая в похожие условия, организмы эволюционируют похожим образом. Другие примеры быстрой эволюционной радиации могут наблюдаться у аммонитов, перенёсших несколько вымираний, после которых они всякий раз снова диверсифицировались, а также у трилобитов, которые во время кембрия быстро эволюционировали в разнообразные формы, занимающие многие ниши, сегодня занятые ракообразными.

## Недавние эволюционные радиации
Некоторые группы животных претерпели эволюционную радиацию и в сравнительно недавнее время, в частности, интенсивно изученные биологами рыбы семейства цихловых. В водоёмах вроде озера Ньяса они эволюционировали в большое разнообразие форм, среди которых есть  фильтраторы, поедатели улиток, гнездовые паразиты, травоядные и хищники. Другим примером являются злаки, эволюционировавшие параллельно с пастбищными травоядными (такими, как лошади или антилопы).